# Mineralvand
Mineralvand, som den forekommer i naturen, stammer fra kilder, men adskiller sig fra almindeligt kildevand ved et særligt stort indhold af opløste faste bestanddele eller ved et rigeligt indhold af opløste luftarter (kulsyre eller svovlbrinte) og undertiden ved en særlig høj temperatur. De opløste faste stoffers mængde kan variere lige fra 20 gram til 3.700 gram per hektoliter, og deres art kan være meget vekslende. Hovedmængden kan således udgøres af klorider, sulfater, sulfider, karbonater af kalium, natrium, kalcium eller magnesium, eller af jernforbindelser (ferrokarbonat eller ferrosulfat). Af betydning er også ofte et større indhold af bromider og jodider eller af lithiumforbindelser. Temperaturen kan variere fra almindelig kildevandstemperatur, 6—8°, til 90°; de kolde kilder kaldes krener, de varme termer. Mineralvands indhold af opløste stoffer skyldes naturligvis den samlede udvaskende og opløsende indvirkning på jordlagene, som er årsag til, at alt kildevand indeholder sådanne stoffer, og mineralvands særlige karakter har således kun sin grund i de af dem gennemstrømmede, ofte meget dybtliggende jordlags store indhold af let opløselige stoffer.